# Willem van Kalmthout
Wilhelmus Cornelis Maria (Willem) van Kalmthout (Nijmegen, 23 januari 1890 – Tilburg, 20 maart 1943) was een Nederlands pianist, organist, muziekpedagoog en componist.
Hij was zoon van Gerardus Adrianus Johannes van Kalmthout en Maria Martina Teurlings. Hij was getrouwd met Maria Engelina Lutkie (1891-1977). Zoon Gerard van Kalmthout (schrijver, journalist) trouwde met keramist Louise/Wiesje van der Linden, dochter Agnes trouwde met schrijver Jan Naaijkens, dochter Elisabeth (Liesje) trouwde met Willy van der Heijden,  jongste zoon Felix van Kalmthout werd beeldhouwer.
Hij kreeg zijn beginopleiding van zijn vader die organist en koopman was en W. De Vries. Vervolgens begon hij aan een studie aan het Conservatorium Gent en keerde in 1912 met cum-laudediploma's terug naar Nijmegen. Vervolgens begon een studie bij Peter van Anrooy in Arnhem. Hij werd organist in de Dominicuskerk in zijn geboortestad. In 1918 betrok hij de functie van directeur van het net opgerichte Profane muziek van het RK Leergangen van Tilburg, een verre voorloper van de Fontys Hogeschool voor de Kunsten. Tegelijkertijd was hij docent muziektheorie, muziekgeschiedenis en orgel aan de muziekschool van de Maatschappij tot Bevordering der Toonkunst in Nijmegen.
Hij schreef drie missen, twee oratoria (Sint Franciscus en Maria's zeven vreugden), de komische opera Rivalen met libretto van A.Juriaan Zoetmulder en andere wereldlijke en geestelijke muziek, zoals Ave, verum corpus voor tenor en orgel (1923). Hij schreef ook het artikel Over rythmiek en voordracht in de toonkunst voor het tijdschrift Roeping (1922-1923). Daarnaast was hij censor gewijde muziek namens de Sint Gregoriusvereniging. 
Willem van Kalmthout overleed op 53-jarige leeftijd in 1943, na een langdurige ziekte. 